# Einschlussimmobilisierung
Einschlussimmobilisierung bezeichnet ein Verfahren zur Immobilisierung, bei dem ein Katalysator (sei es ein chemischer Katalysator, ein Enzym, eine ruhende oder eine aktive Zelle) in eine Matrix eingehüllt wird, so dass er sich nicht aus dieser entfernen kann. Gleichzeitig muss die Matrix jedoch genügend Freiraum zum An- und Abtransport von Edukten und Produkten durch Diffusion bieten. Durch die Matrixumhüllung erfolgt gleichzeitig eine Vergrößerung des Katalysatorpartikels, so dass dieses leichter aus der Reaktionslösung abgetrennt werden kann. Im Normalfall werden mehrere Katalysatorpartikel in einem Einschlussimmobilisat zusammengefasst.

## Mikroverkapselung
Die Herstellung fester Kapseln wird als Mikroverkapselung bezeichnet. Mögliche Einschlussmatrices bestehen meistens aus organischen Polysacchariden (wie Alginat, Carrageen, Pektinat, Gellan, Chitosan, Curdlan oder Cellulosederivate) oder anderen polaren Polymeren (wie Polylactide, Polylactid-co-Glycolide, Polyvinylalkohol, Silikon oder Polyurethanschäume).

## Liposome
Daneben kann auch ein Einschluss in Lipiddoppelschichten erfolgen, was als Liposom bezeichnet wird.